# Sherbrookes flygplats
Sherbrooke Airport är en flygplats i Kanada. Den ligger i den sydöstra delen av landet, 300 km öster om huvudstaden Ottawa. Sherbrooke Airport ligger 241 meter över havet.
Terrängen runt Sherbrooke Airport är platt åt sydost, men åt nordväst är den kuperad.Runt Sherbrooke Airport är det glesbefolkat, med 10 invånare per kvadratkilometer.. Närmaste större samhälle är Sherbrooke, 16,7 km väster om Sherbrooke Airport.
I omgivningarna runt Sherbrooke Airport växer i huvudsak blandskog.